# 병자 역할
병자 역할(Sick role)은 미국의 사회학자 탈콧 파슨스가 1951년 처음 내세운 개념으로, 의료사회학에서 질병에 걸린 환자가 취하는 특정한 행동 양식을 일컫는 말이다.

## 파슨스의 개념
파슨스는 기능주의 학파에 속하는 사회학자로서, 질병에 걸리는 것을 환자가 정상적 상태에서 행할 수 있는 일상적 기능을 제한하고, 이에 따라 주변인들까지 교란시키는 부정적인 영향을 끼친다고 보았다. 이에 환자와 주변인은 질병을 각자의 이해에 따라 해석하고, 그에 맞는 행동을 취하게 된다는 이론이다.
파슨스의 병자 역할 이론은 다음과 같은 조건을 포함한다.
- 환자는 해당 질병의 발병에 대해 아무런 개인적 책임이 없다.
- 개인적 책임이 없는 만큼, 환자는 환자로서의 특권, 즉 정상적 상태일 때의 일상적 역할에 대해 갖는 책임을 면제받을 권리가 있다.
- 환자는 의료행위를 통해 정상적 상태로 회복되기 위한 노력을 기울여야 하며, 이를 이행하지 않는 경우 환자로서의 지위에 타격을 받게 된다.

## 프라이드슨
병자 역할 이론은 다른 사회학자들에 의해 가다듬어 졌는데, 이들은 각각의 병자 역할은 질병의 유형에 따라 달라진다고 주장하였다. 대표적인 것이 E. 프라이드슨(E. Freidson)의 이론으로, 그는 병의 종류와 심각성에 따른 세 가지의 병자 역할 이론을 주장하였다.

### 조건부 병자 역할
회복이 가능한 병을 앓고 있는 사람들이 갖게 되는 병자 역할이다. 그는 회복되리라 여겨질 것이며, 병자로서의 특권은 병의 심각성에 따라 달라진다.

### 무조건적으로 정당성을 갖는 병자 역할
불치병을 앓는 사람들이 갖게 되는 병자 역할이다. 그는 회복될 수 없으며, 자신이 회복하기 위해 할 수 있는 일이 없기 때문에 무조건 병자로서의 정당성을 가질 수 있다. 다만 탈모증과 같이 생명에 지장에 없는 불치병의 경우 완치에 대한 책임만 없을 뿐 특권이 따르지는 않는다.

### 정당성 없는 병자 역할
타인에게 경멸받는 질병을 앓는 사람들이 갖는 역할이다. 이런 경우, 오히려 병자가 그 병을 앓게 된 것에 대해 책임을 지게 된다. 예를 들면, 알코올 중독과 같은 것이 있다.